# Йостейн Гассельгорд
Йостейн Гассельгорд (норв. Jostein Hasselgård; нар. 24 березня 1979) — норвезький співак та піаніст, переможець національного попереднього відбору на Євробачення від Норвегії. Посів у Норвегії четверте місце в фіналі конкурсу пісні Євробачення 2003 з баладою «I'm Not Afraid To Move On».

## Біографія
Йостейн Гассельгорд походить з шостого за величиною міста Норвегії, Фредрікстада, в якому проживає понад 60 000 мешканців і на 90 км на південний схід від Осло, недалеко від кордону зі Швецією. Він почав грати на фортепіано, коли йому було шість років, і він тренувався в декількох музичних жанрах. Після його досягнення в 2003 році Хассельгорд співав на різних концертах у південно-східній частині Норвегії. На його домашній сторінці вказується, що з 2004 року його кар'єра виконавця-розважальника була безперервною.
Він навчався в Норвезькій музичній академії в Осло, а також працював повним днем вихователем в дитячому садку.
У 2006 році Йостейн та його гурт «Hasselgård» випустили альбом під назвою «A few Words».